# (12279) Laon
(12279) Laon est un astéroïde de la ceinture principale.

## Description
(12279) Laon est un astéroïde de la ceinture principale. Il fut découvert le 16 novembre 1990 à La Silla par Eric Walter Elst. Il présente une orbite caractérisée par un demi-grand axe de 2,77 UA, une excentricité de 0,09 et une inclinaison de 10,3° par rapport à l'écliptique.

## Compléments